# تدرارين (النعيرات أولاد سليمان)
تدرارين هو دُوَّار يقع بجماعة أولاد أمرابط، إقليم الصويرة، جهة مراكش آسفي في المملكة المغربية. ينتمي الدوّار لمشيخة النعيرات أولاد سليمان التي تضم 5 دواوير. يقدر عدد سكانه بـ 134 نسمة حسب الإحصاء الرسمي للسكان والسكنى لسنة 2004م.

## روابط خارجية
- البوابة الوطنية للجماعات الترابية نسخة محفوظة 12 مارس 2018 على موقع واي باك مشين.
- المندوبية السامية للتخطيط